# 고속터미널역
고속터미널역(高速터미널驛, Express Bus Terminal station)은 서울특별시 서초구 반포1동과 잠원동에 걸쳐 있는 수도권 전철 3호선, 서울 지하철 7호선, 서울 지하철 9호선의 환승역이다. 인근에 서울고속버스터미널(경부선 터미널), 센트럴시티(호남선 터미널), 가톨릭대학교 서울성모병원이 있다. 수도권 전철 3호선의 역들 중에서는 이용객이 압도적으로 많은 역이다. 참고로, 이 역의 영어표기는 'Express Bus Terminal'이기 때문에 고속터미널이 아닌 고속버스터미널이 원칙적으로 맞는 표현이다.

## 역사
- 1983년 9월 13일 : 고속터미날역으로 역명 결정[3]
- 1985년 10월 18일 : 서울 지하철 3호선 독립문~양재 구간 개통과 함께 영업 개시[4]
- 2000년 8월 1일 : 서울 지하철 7호선 신풍~건대입구 구간 개통과 함께 환승역이 됨
- 2008년 9월 18일 : 서울 지하철 9호선 역명을 고속터미널역으로 결정[5]
- 2009년 7월 24일 : 서울 지하철 9호선 개화~신논현 구간 개통과 함께 세 노선의 환승역이 됨

## 역 구조
3호선, 7호선, 9호선 순으로 工자 형태로 교차하며, 1호선, 3호선, 5호선의 환승역인 종로3가역과 비슷한 모습이다.
3호선 오금 방면으로 계속 가면 3 - 7호선 환승이 가능하다. 3호선 - 9호선은 구파발, 대화 방면, 7호선에서는 도봉산, 장암 방면, 9호선에서는 중앙보훈병원 방면의 끝에서 환승이 가능하다. 9호선 승강장은 매우 깊은 편이어서, 9호선 - 7호선은 환승 길이가 매우 길기 때문에 300m 이상을 걸어가야 한다. 게다가 3호선↔7호선↔9호선간의 환승은 이 역에서만 가능하다. 3호선 대합실과 평행하게 놓인 환승 통로를 쓰고, 그 통로에는 무빙 워크가 설치되어 있으며, 9호선 열차의 진입 상황을 알려주는 전광판이 설치되어 있다.
9호선 승강장의 위층에는 아주 크고 넓은 공간이 설치되어 있다. 9호선 고속터미널역 설계 당시 3호선 승강장의 15cm 아래를 굴착해야 하였는데, 천장에 보이는 파이프 모양의 구조물은 CAM 공법에 사용된 자재를 그대로 노출시킨 것이다. 쌍용건설이 TRCM 공법과 CAM 공법을 결합한 건설 공법으로 9호선 고속터미널역은 '2009년 올해의 토목구조물' 대상을 수상하였다. 10월 23일 영국토목학회(IC)로부터 브루넬 메달을 수상하였다.
3호선 승강장의 경우 2002년부터 2008년 중반기까지 1호선 종로3가역과 2호선 동대문역사문화공원역, 4호선 혜화역, 5호선 천호역, 7호선 건대입구역과 같이 승강장 내 소음을 줄이기 위한 방음 시설물이 설치되어 있었으나, 현재는 철거되었다.
3호선 역 대합실에서 서울고속버스터미널 인근으로 이동하는 지하 연결통로가 설치되어 있다.
세 노선 모두 2면 2선의 상대식 승강장으로 스크린도어가 설치되어 있다. 출구는 서울교통공사 소속 7개와 서울시메트로9호선 소속 3개로 총 10개가 있다.
7호선 승강장의 경우 7호선 전역을 통틀어서 곡선의 각도가 매우 심하게 휘어있어 승강장과 열차사이의 틈새가 넓기 때문에 특정역으로 분류된다. 따라서 승·하차시 발이 빠지지 않도록 주의하여야 한다.

### 3호선 승강장
| 잠원↑ |
| \| 상 |
| ↓교대 |

| 상행 | ● 수도권 전철 3호선 | 옥수 · 약수 · 충무로 · 종로3가 · 연신내 · 대화 방면 |
| 하행 | ● 수도권 전철 3호선 | 교대 · 양재 · 도곡 · 일원 · 수서 · 오금 방면        |

### 7호선 승강장
| 반포 ↑ |
| \| 상  |
| ↓ 내방 |

| 상행 | ● 서울 지하철 7호선 | 청담 · 강남구청 · 건대입구 · 상봉 · 도봉산 · 장암 방면   |
| 하행 | ● 서울 지하철 7호선 | 이수 · 보라매 · 대림 · 가산디지털단지 · 온수 · 석남 방면 |

### 9호선 승강장
| 신반포 ↑ |
| \| 하    |
| ↓ 사평   |

| 하행 | ● 서울 지하철 9호선 | 일반 · 급행 동작 · 노량진 · 당산 · 김포공항 · 개화 방면      |
| 상행 | ● 서울 지하철 9호선 | 일반 · 급행 신논현 · 선정릉 · 종합운동장 · 중앙보훈병원 방면 |

## 역 주변
- 가톨릭대학교 성의교정
- 고투몰
- 국립중앙도서관
- 서울잠원초등학교
- 서울반원초등학교
- 서울성모병원
- 서울지방조달청
- 서울고속버스터미널-경부선, 영동선 터미널/센트럴시티-호남선 터미널
  - 노브랜드 강남터미널점
  - 신세계백화점 강남점
  - JW 매리어트호텔 서울
  - 메가박스 센트럴
  - 신세계 면세점 강남점
  - 시코르 강남점
- 한국지역진흥재단 지역홍보센터

## 이용객 변동
7호선의 2000년 자료는 개통일인 2000년 8월 1일부터 12월 31일까지인 153일치만이, 9호선의 2009년 자료는 개통일인 2009년 7월 24일부터 12월 31일까지인 161일치만이 반영된 것이다.
| 노선  | 노선   | 일평균 인원수 (명/일) | 일평균 인원수 (명/일) | 일평균 인원수 (명/일) | 일평균 인원수 (명/일) | 일평균 인원수 (명/일) | 일평균 인원수 (명/일) | 일평균 인원수 (명/일) | 일평균 인원수 (명/일) | 일평균 인원수 (명/일) | 일평균 인원수 (명/일) | 각주   |
| 노선  | 노선   | 2000년                | 2001년                | 2002년                | 2003년                | 2004년                | 2005년                | 2006년                | 2007년                | 2008년                | 2009년                | 각주   |
| ----- | ------ | --------------------- | --------------------- | --------------------- | --------------------- | --------------------- | --------------------- | --------------------- | --------------------- | --------------------- | --------------------- | ------ |
| 3호선 | 승차   | 47,176                | 58,695                | 61,369                | 61,451                | 62,298                | 62,343                | 62,075                | 60,095                | 57,289                | 56,286                | [ 8 ]  |
| 3호선 | 하차   | 46,783                | 57,244                | 60,868                | 61,033                | 63,353                | 63,856                | 64,788                | 62,012                | 59,410                | 59,360                | [ 8 ]  |
| 3호선 | 승하차 | 93,959                | 115,939               | 122,237               | 122,484               | 125,651               | 126,199               | 126,863               | 122,107               | 116,699               | 115,646               | [ 8 ]  |
| 7호선 | 승차   | 7,904                 | 9,220                 | 9,787                 | 10,985                | 12,211                | 13,499                | 14,143                | 15,233                | 16,658                | 17,549                | [ 9 ]  |
| 7호선 | 하차   | 10,415                | 11,871                | 12,052                | 12,644                | 12,385                | 12,620                | 12,395                | 14,263                | 15,728                | 15,793                | [ 9 ]  |
| 7호선 | 승하차 | 18,319                | 21,091                | 21,839                | 23,629                | 24,596                | 26,120                | 26,538                | 29,496                | 32,386                | 33,342                | [ 9 ]  |
| 9호선 | 승차   | 미개통                | 미개통                | 미개통                | 미개통                | 미개통                | 미개통                | 미개통                | 미개통                | 미개통                | 36,307                | [ 10 ] |
| 9호선 | 하차   | 미개통                | 미개통                | 미개통                | 미개통                | 미개통                | 미개통                | 미개통                | 미개통                | 미개통                | 33,670                | [ 10 ] |
| 노선  | 노선   | 2010년                | 2011년                | 2012년                | 2013년                | 2014년                | 2015년                | 2016년                | 2017년                | 2018년                |                       |        |
| 3호선 | 승차   | 55,873                | 54,271                | 54,525                | 58,636                | 60,343                | 56,743                | 57,289                | 60,943                | 61,917                |                       |        |
| 3호선 | 하차   | 60,015                | 59,244                | 60,042                | 63,296                | 64,184                | 59,266                | 59,410                | 58,269                | 58,970                |                       |        |
| 3호선 | 승하차 | 115,888               | 113,515               | 114,567               | 121,932               | 124,527               | 116,009               | 116,699               | 119,212               | 120,887               |                       |        |
| 7호선 | 승차   | 18,025                | 18,947                | 19,863                | 20,584                | 20,479                | 21,787                | 22,436                | 21,366                | 21,372                |                       |        |
| 7호선 | 하차   | 16,030                | 16,415                | 17,354                | 18,411                | 18,449                | 18,860                | 18,902                | 18,407                | 18,156                |                       |        |
| 7호선 | 승하차 | 34,055                | 35,362                | 37,217                | 38,996                | 38,928                | 40,647                | 41,338                | 39,773                | 39,528                |                       |        |
| 9호선 | 승차   | 44,478                | 49,833                | 55,471                | 59,521                | 61,981                | 60,480                | 62,351                | 62,894                | 64,325                |                       |        |
| 9호선 | 하차   | 46,116                | 52,363                | 57,742                | 61,320                | 63,697                | 62,266                | 64,731                | 65,594                | 67,208                |                       |        |

## 사진

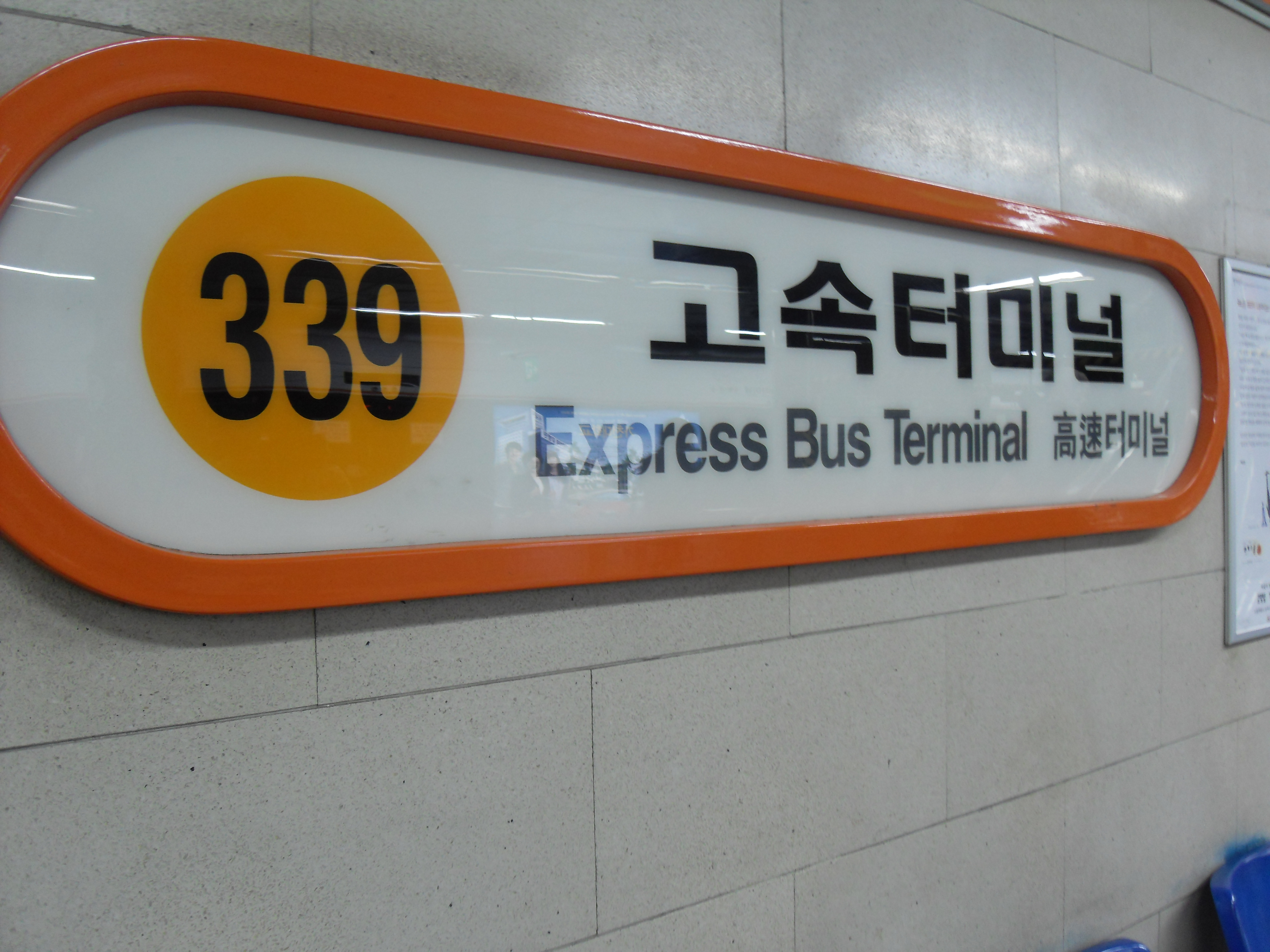
개정 전 3호선 역명판
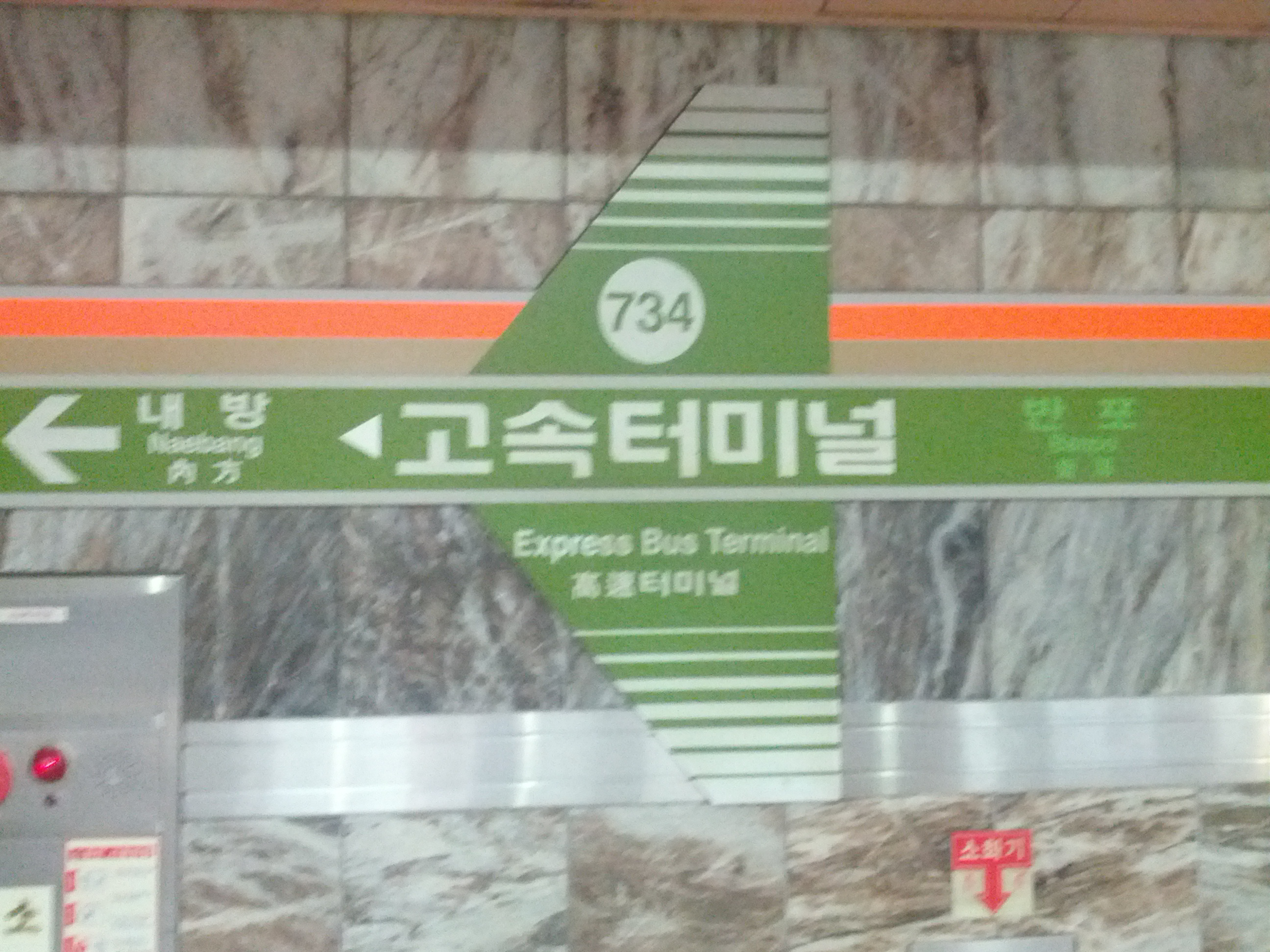
7호선 부평구청방면 역명판 (개정 전)
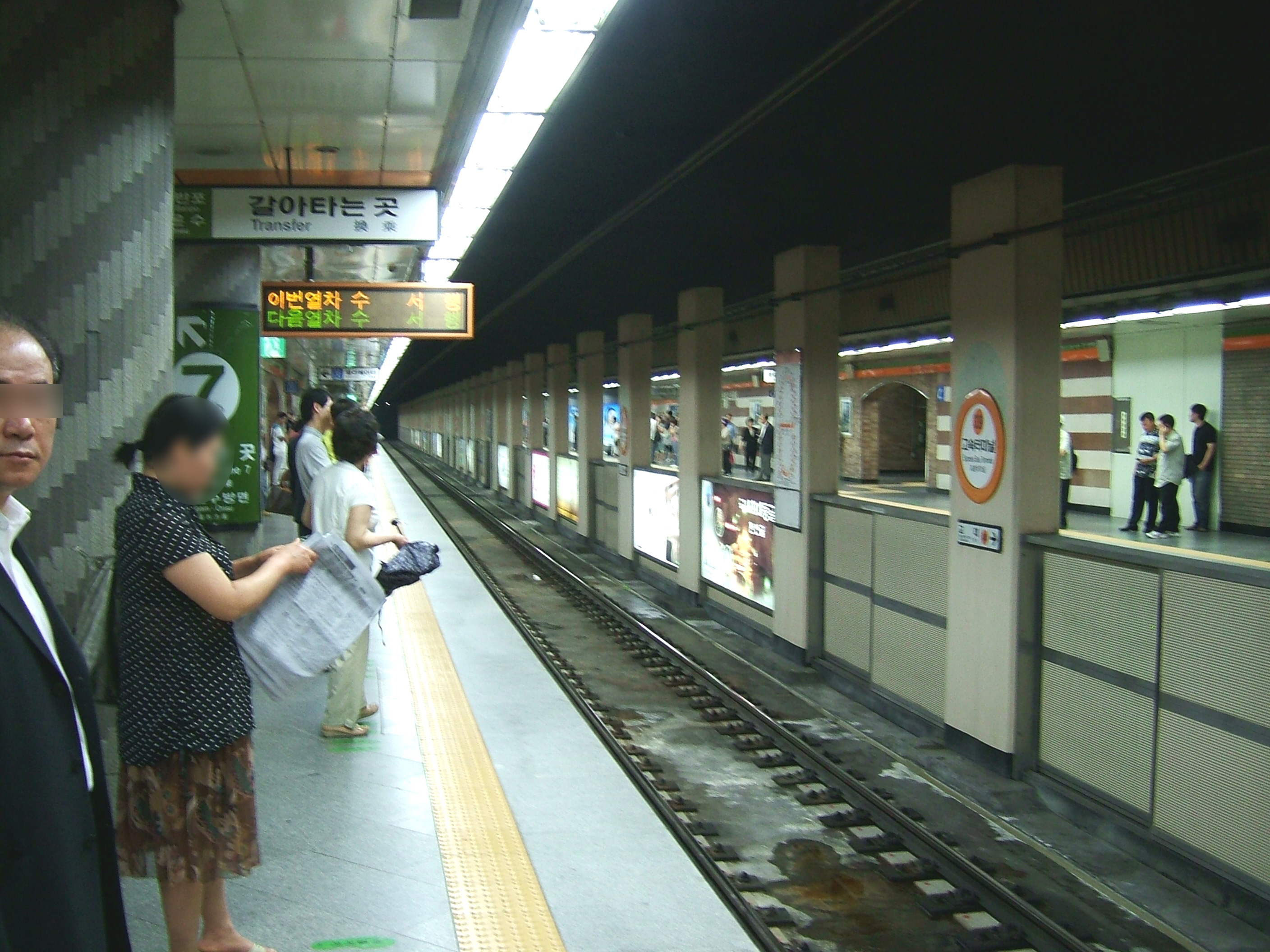
3호선 승강장(스크린도어 설치 전및 LCD 전광판교체전)
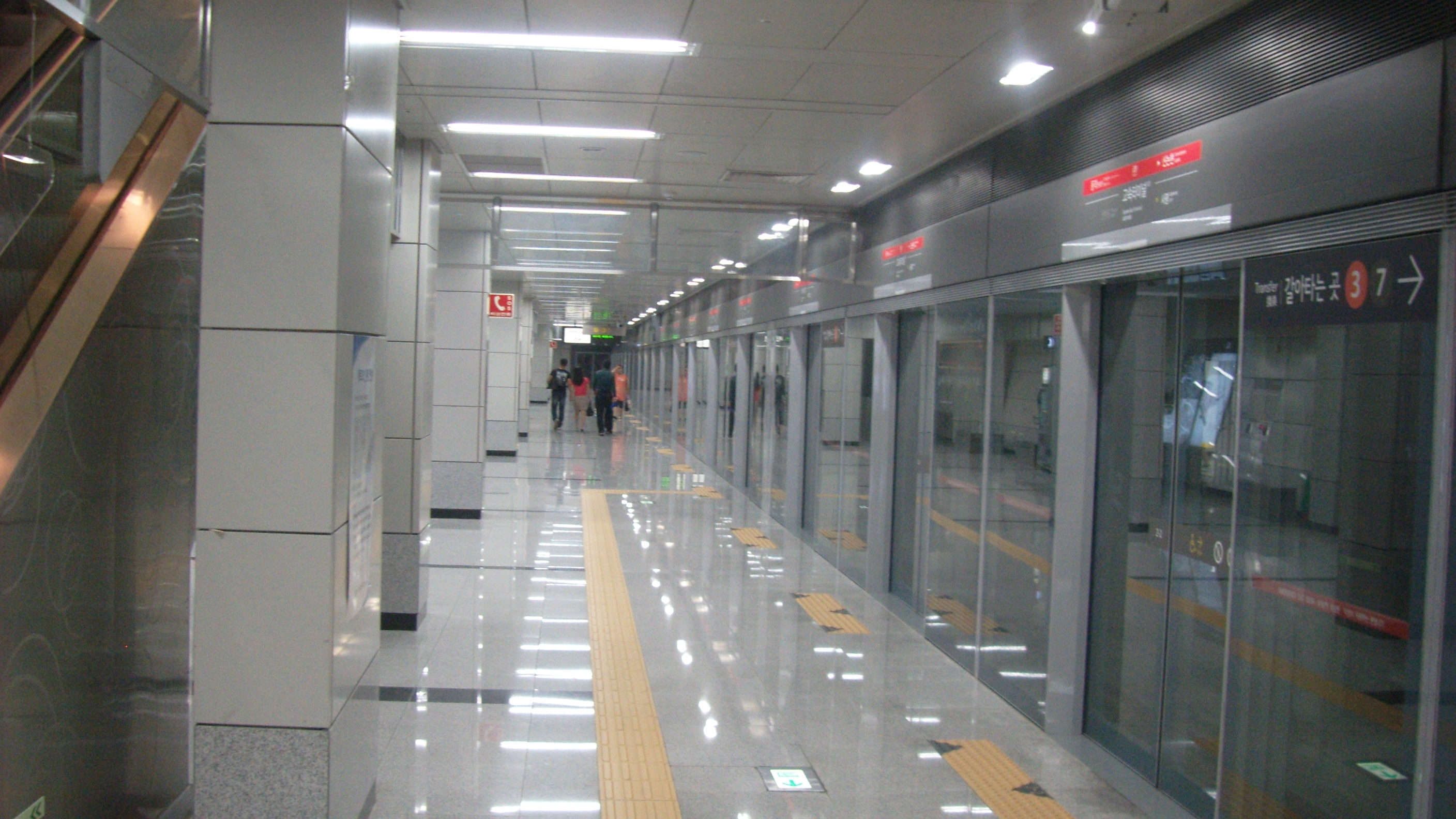
9호선 승강장(6량 확장 전)
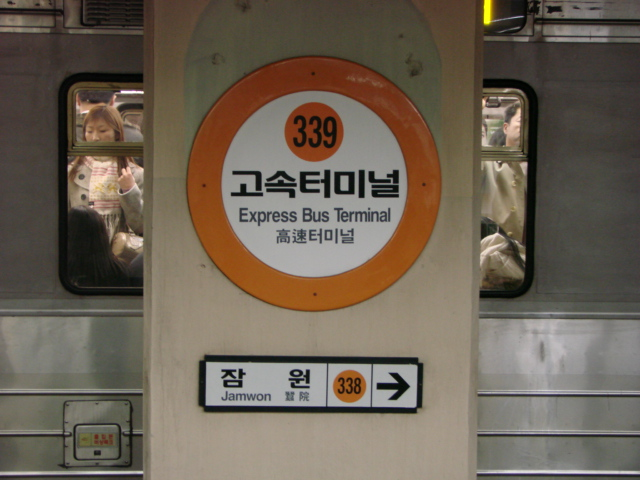
3호선 역명판과 한국철도공사 3000호대 전동차
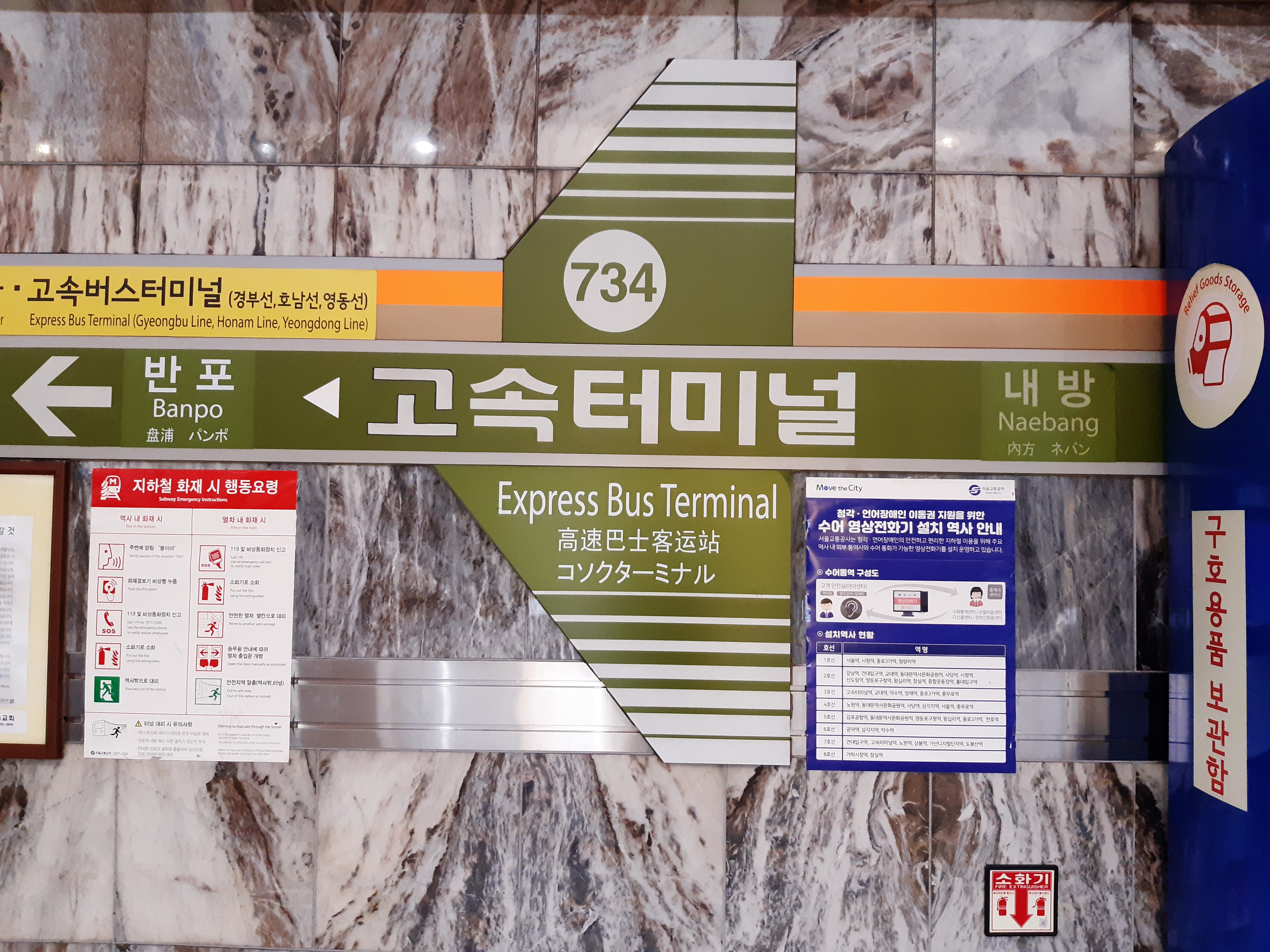
7호선 장암방면 역명판
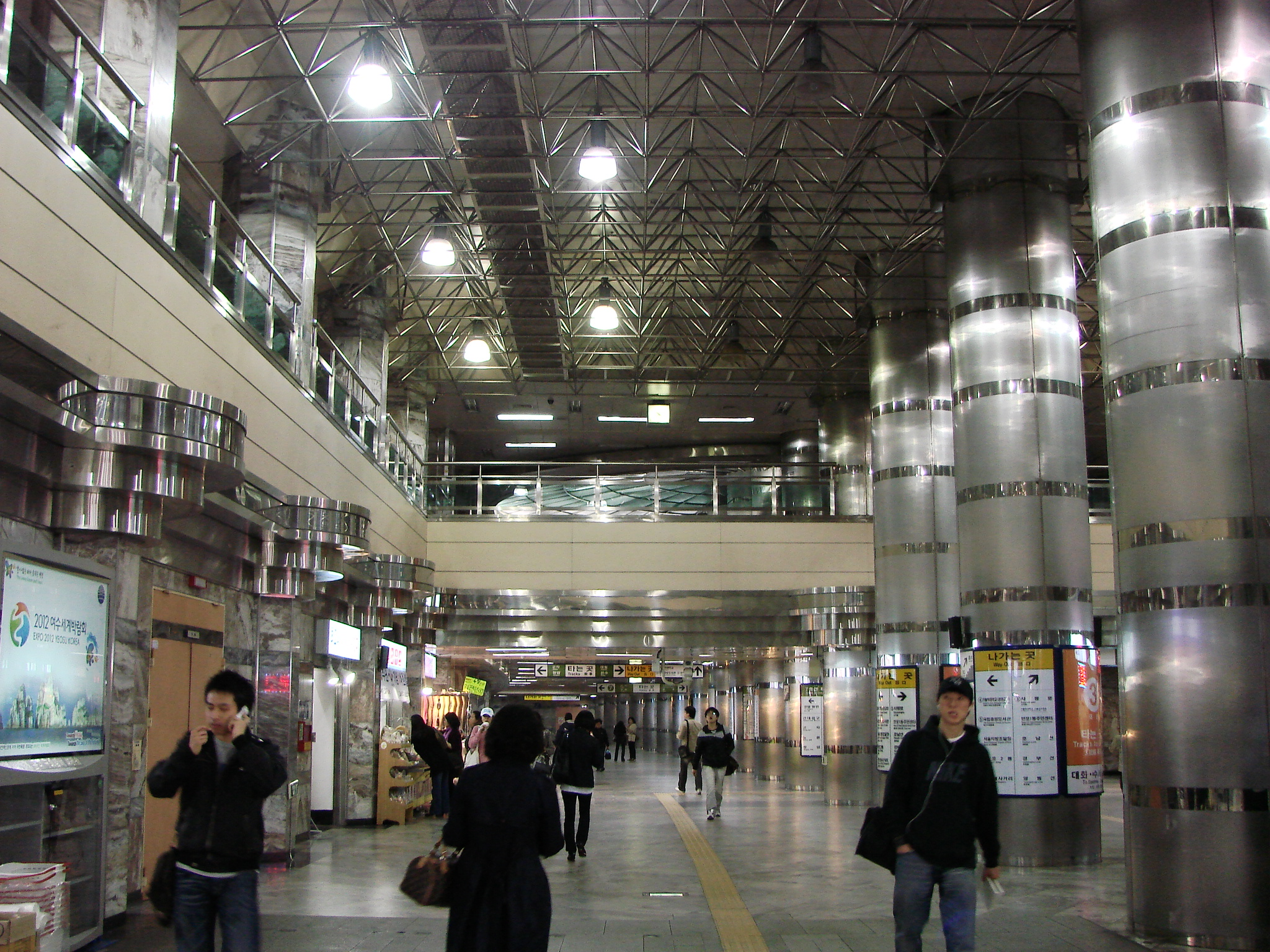
7호선 지하상가
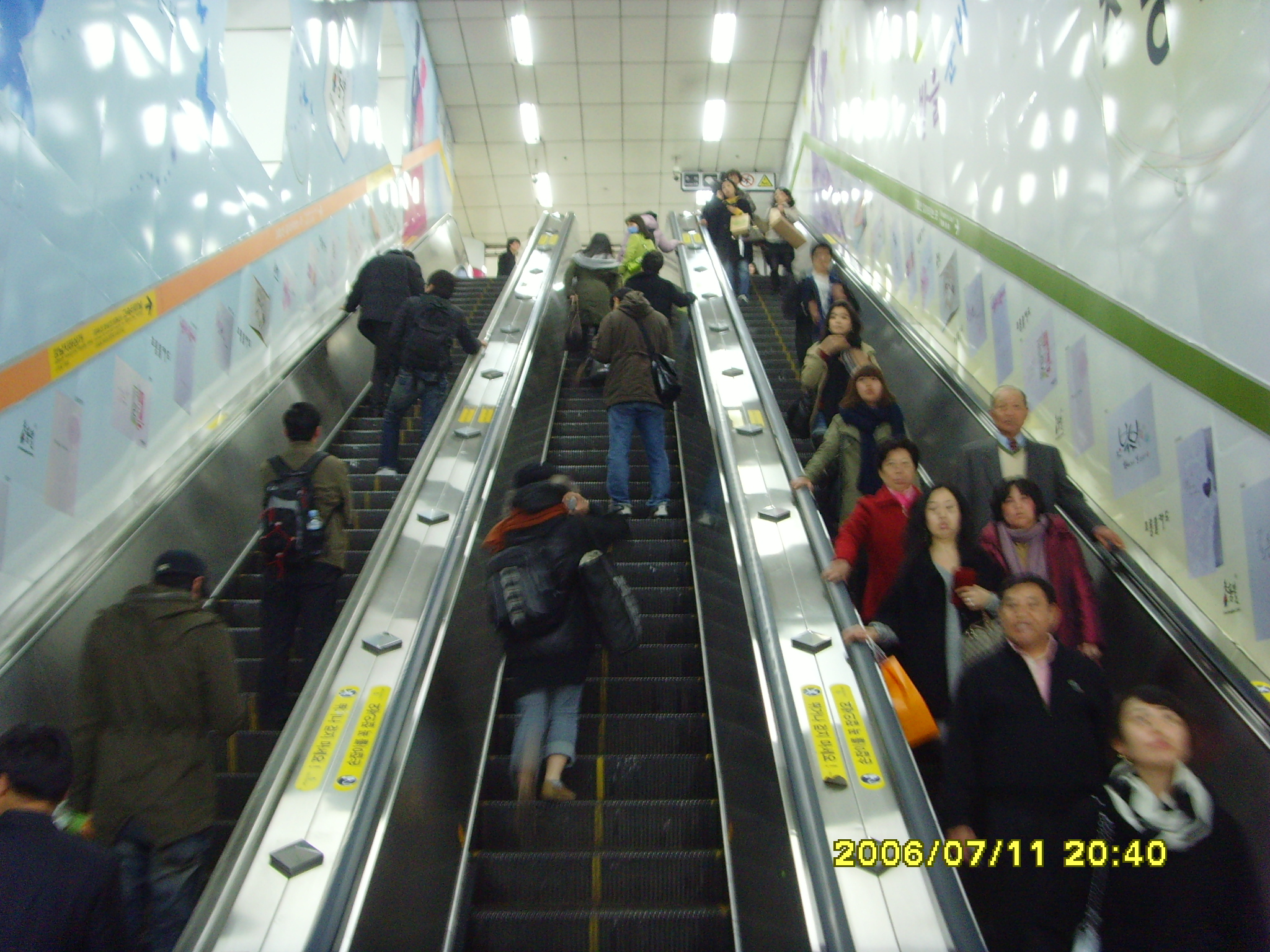
환승 통로
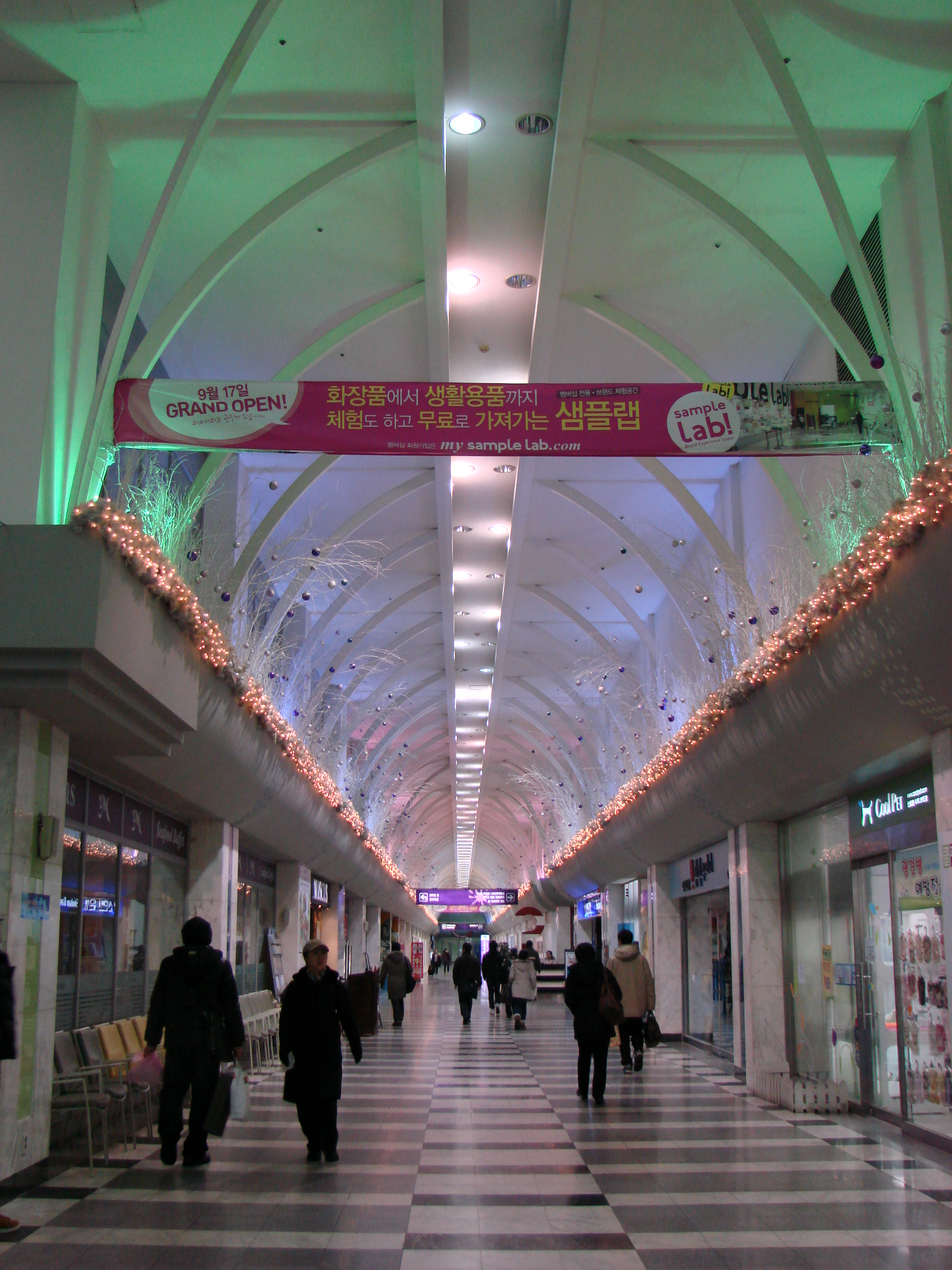
센트럴시티 통로
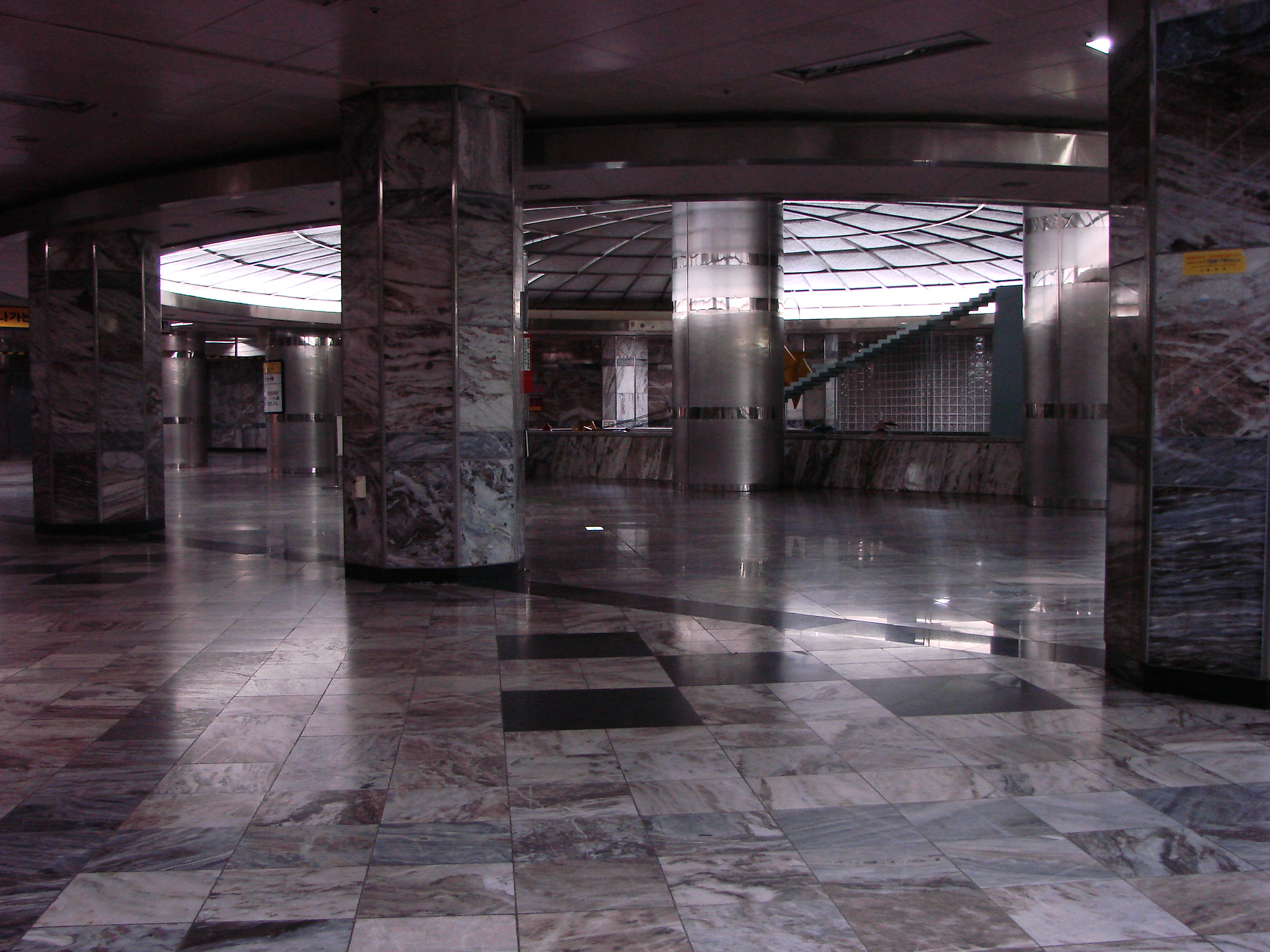
7호선 대합실
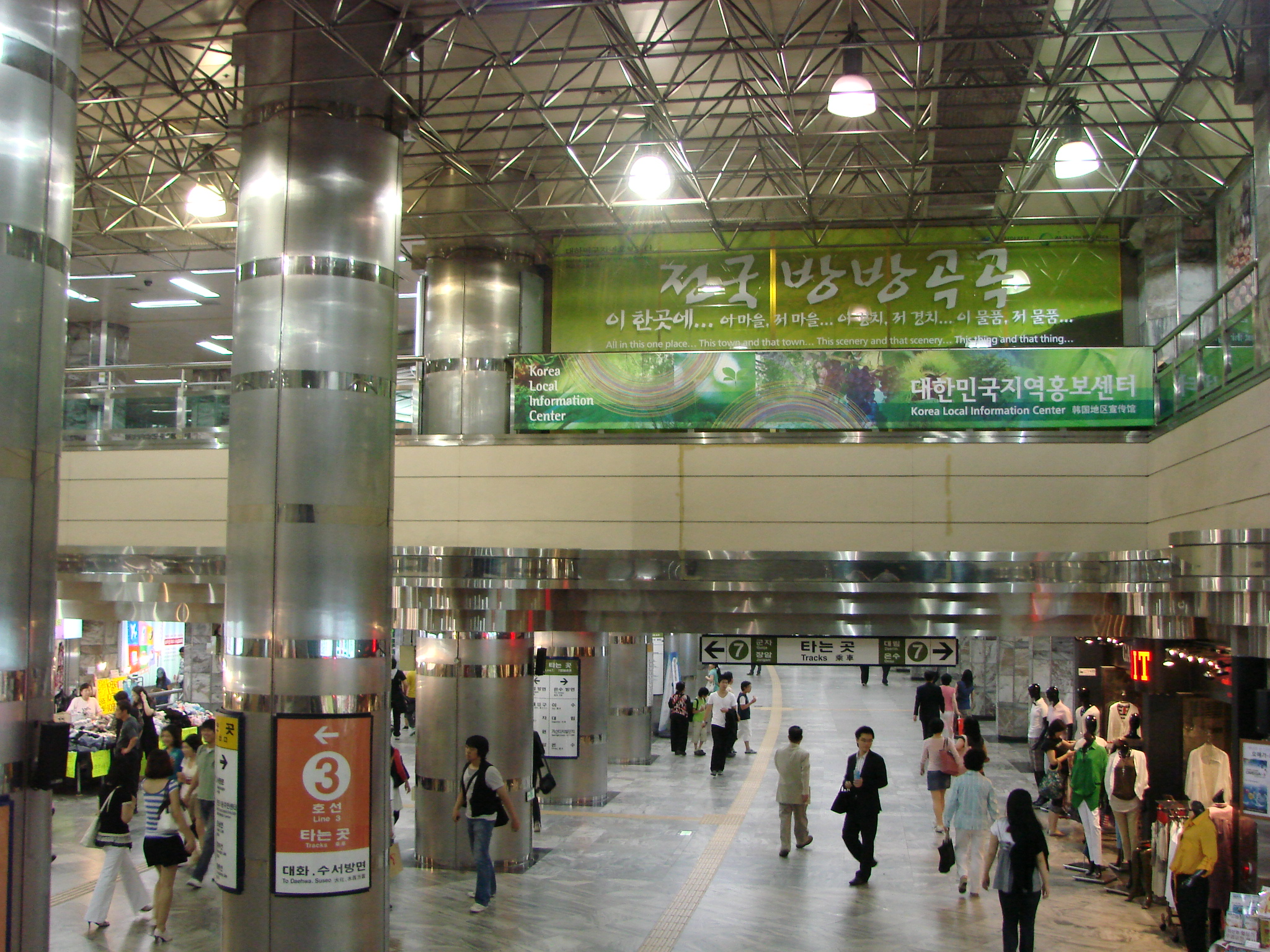
3호선 대합실
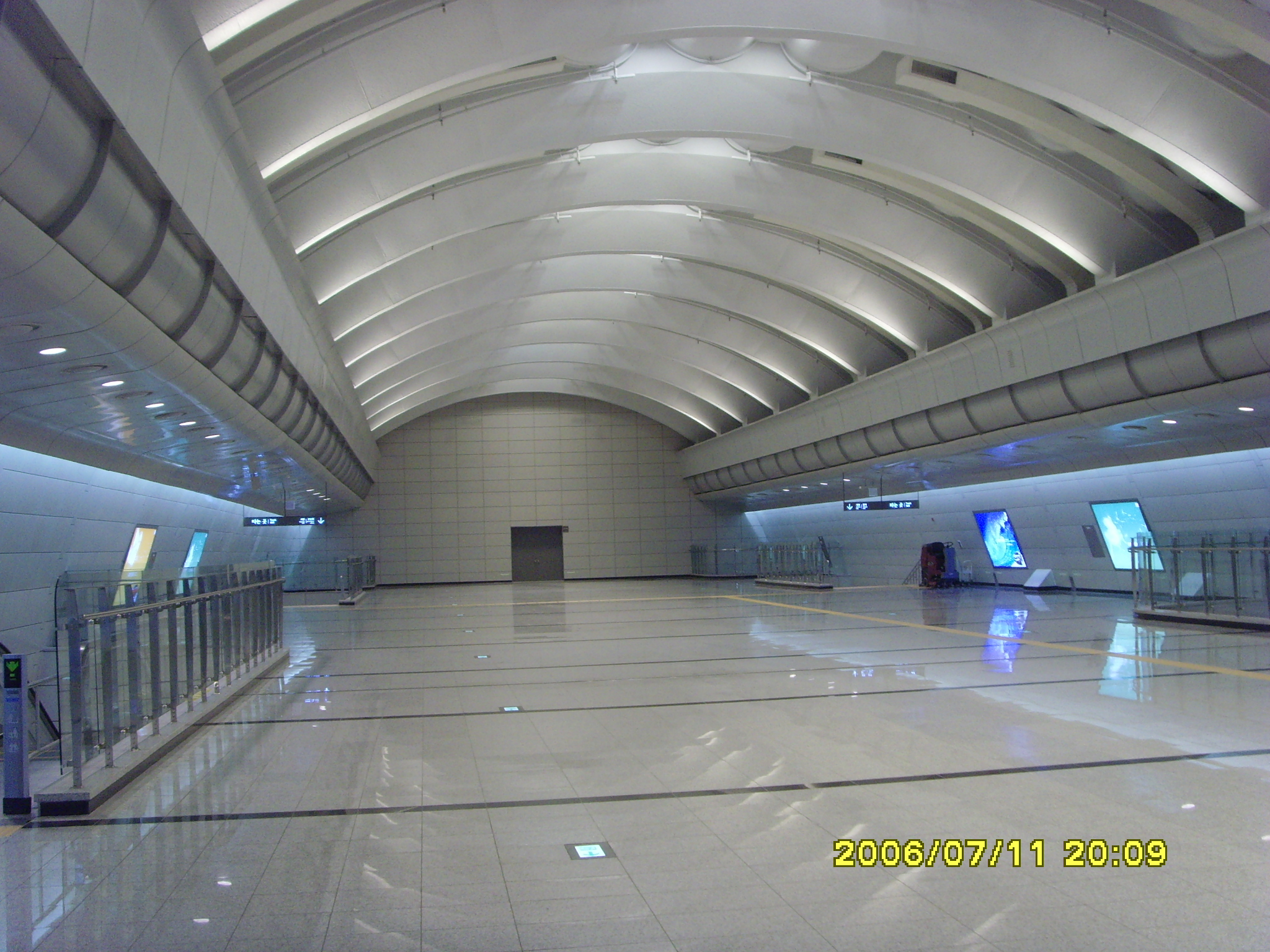
9호선 대합실
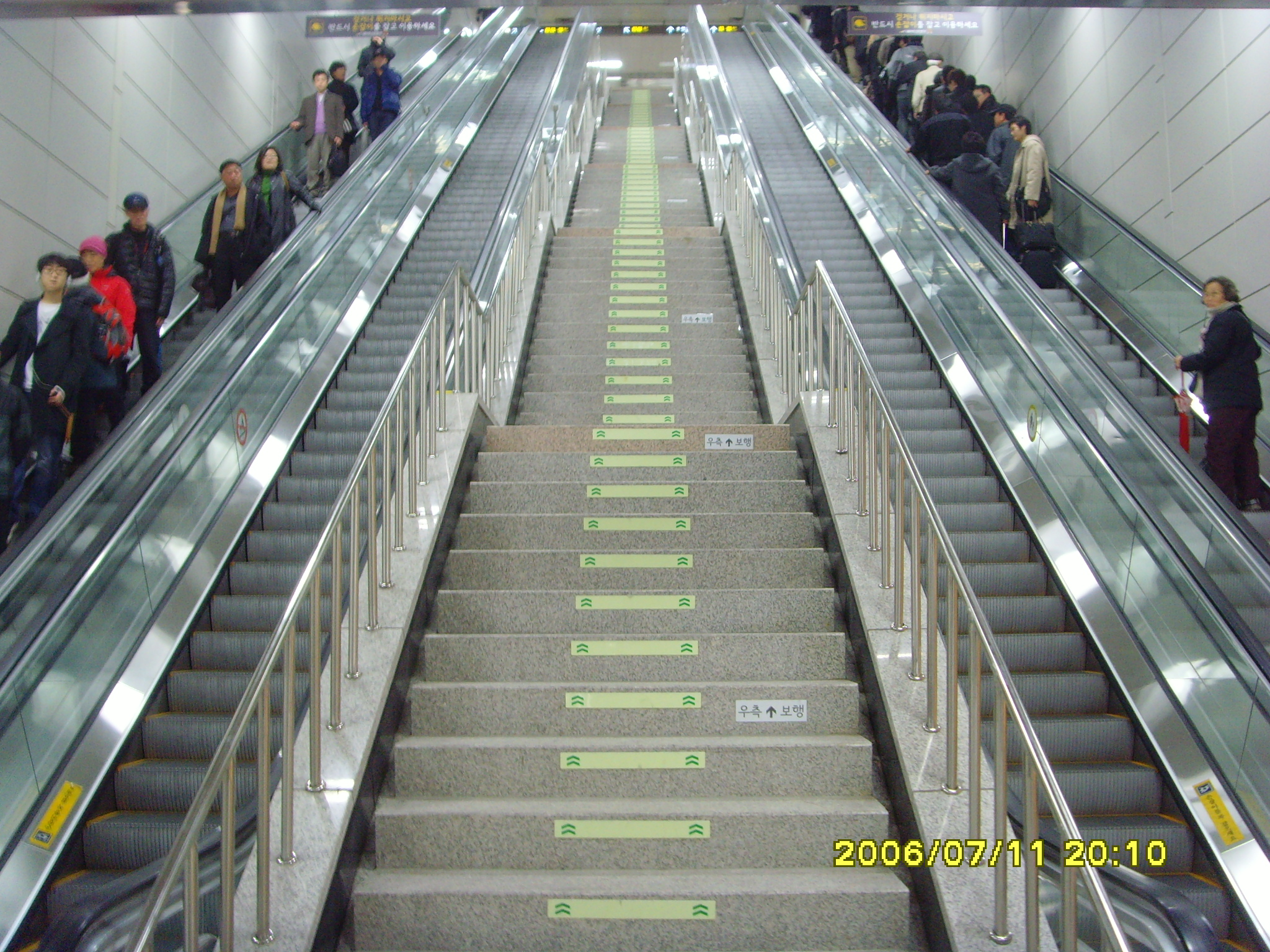
환승 통로
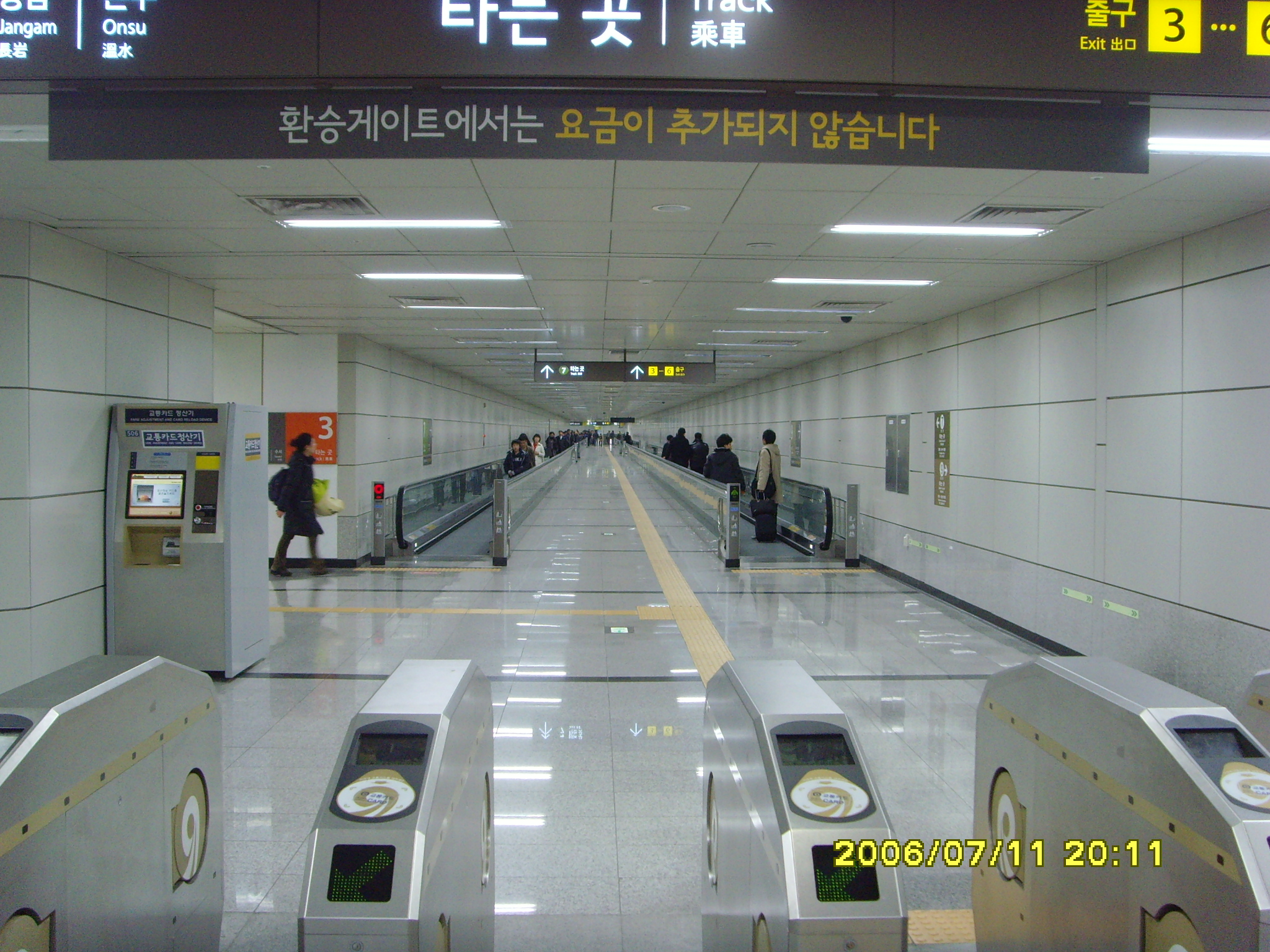
환승 통로
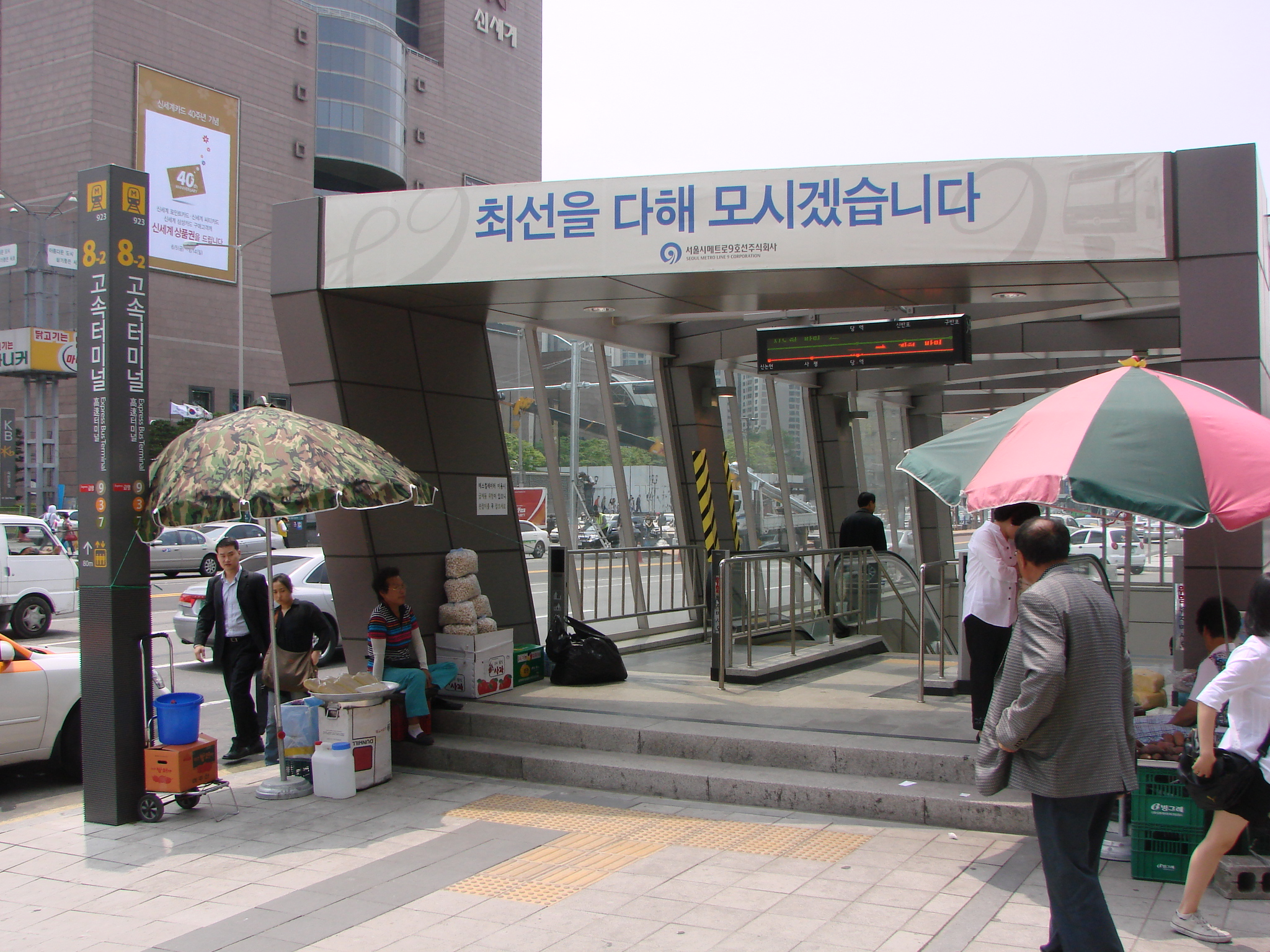
8-2번 출입구
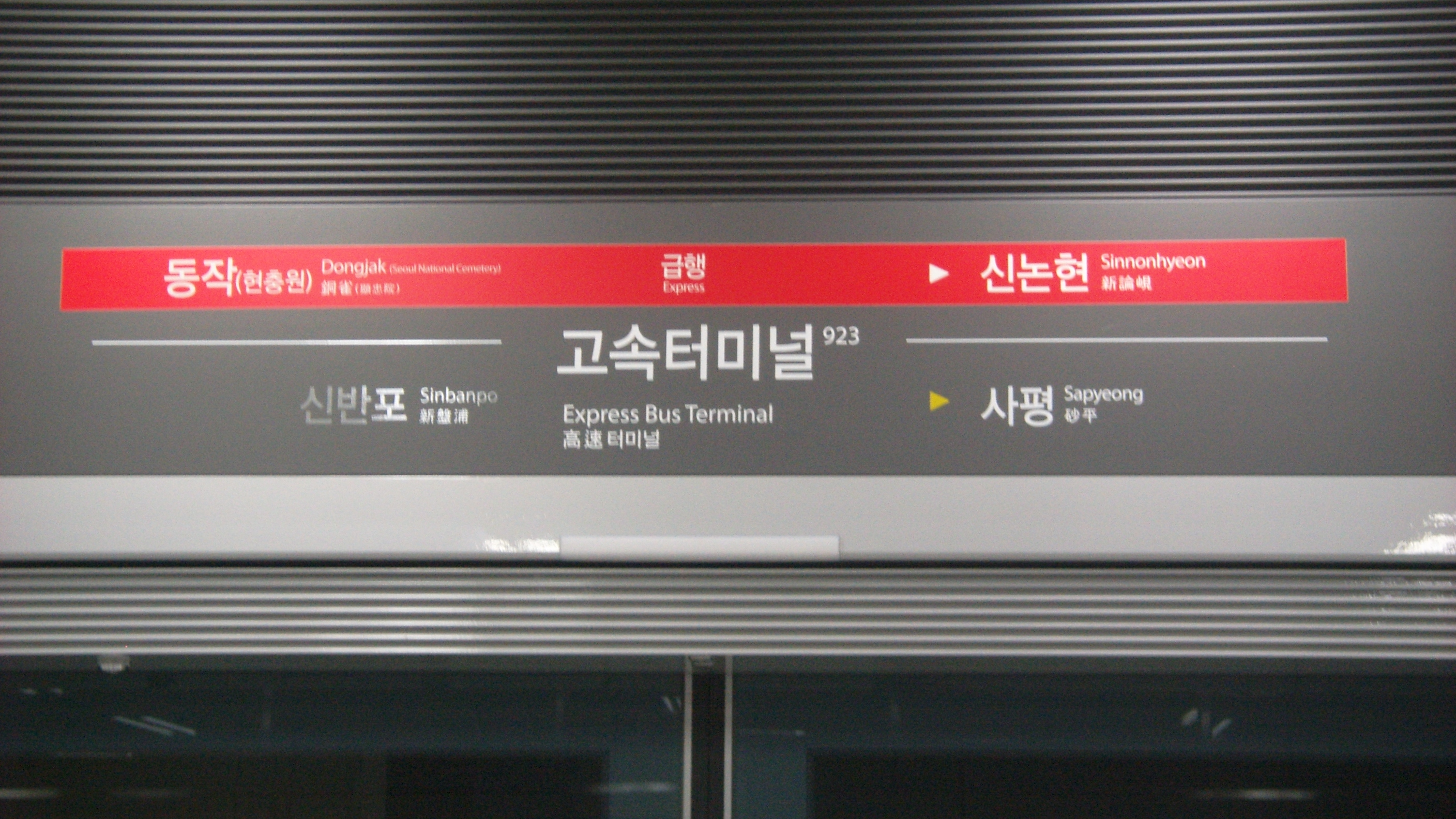
9호선 역명판
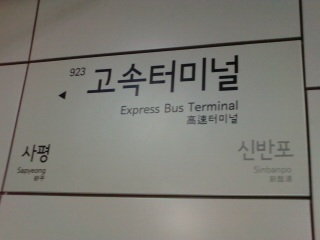
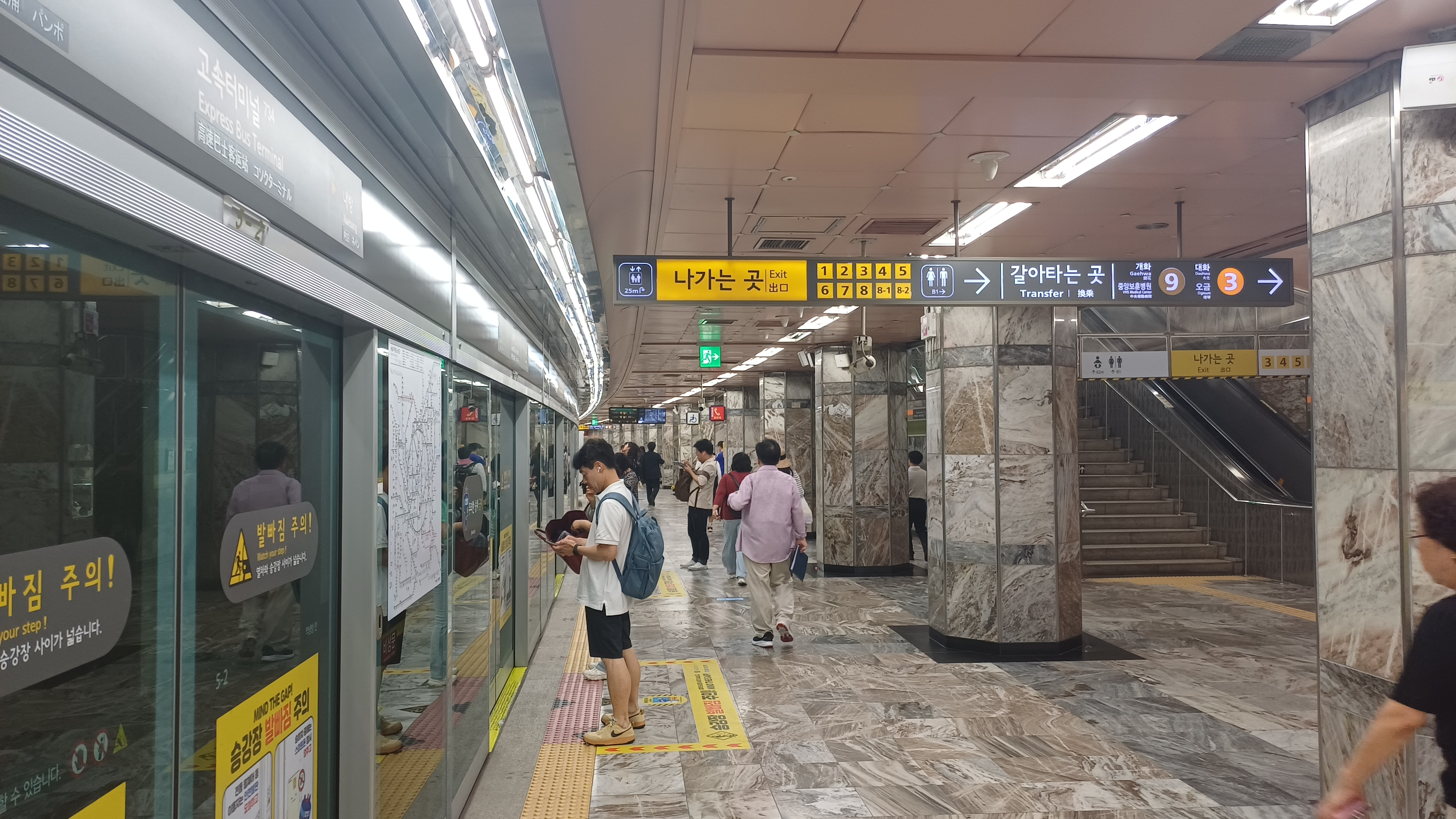
7호선 승강장
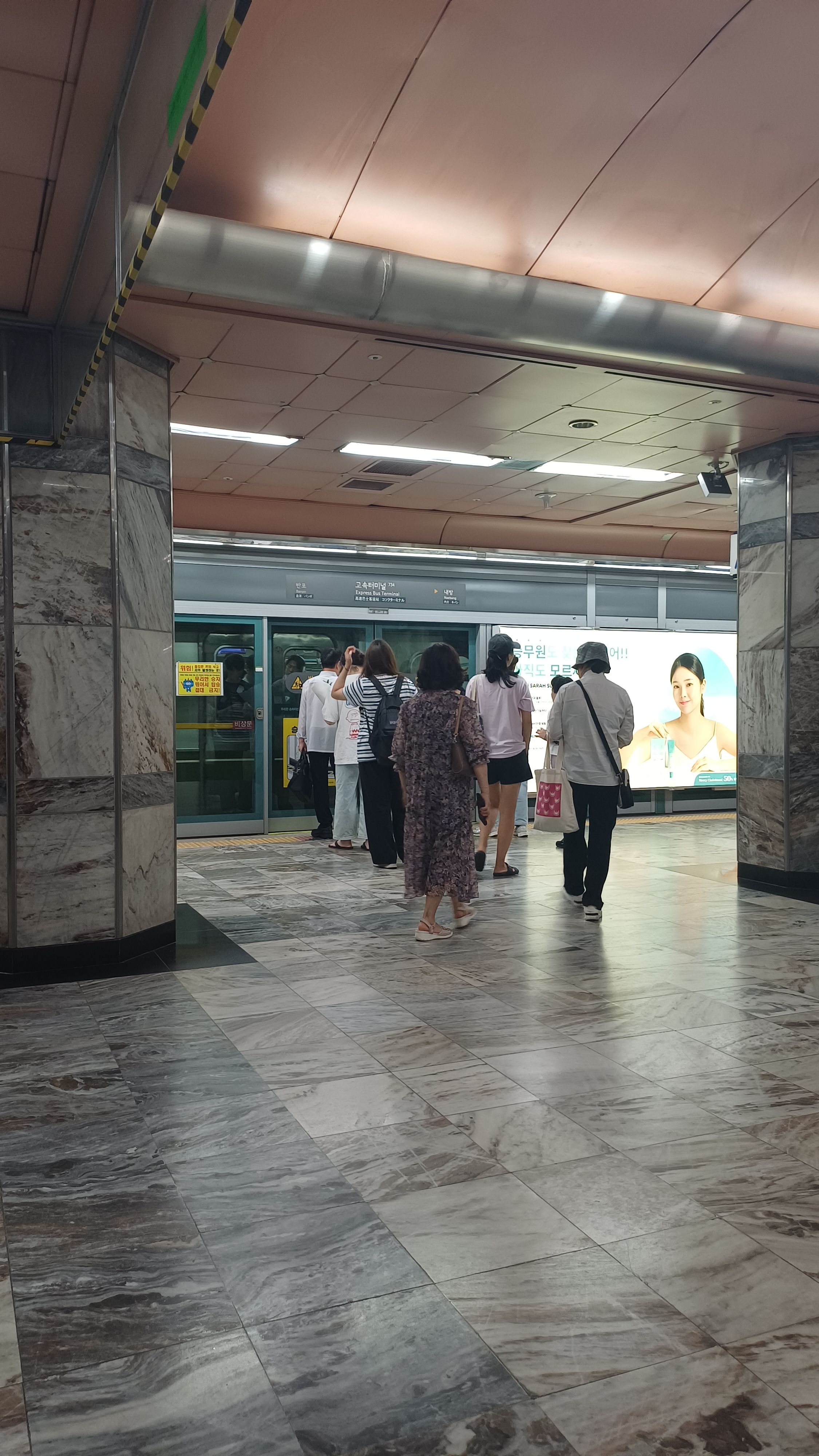
7호선 승강장 2

## 인접한 역
| 서울 지하철 3호선          | 서울 지하철 3호선        | 서울 지하철 3호선               |
| -------------------------- | ------------------------ | ------------------------------- |
| 338 잠원 대화 방면         | ● 수도권 전철 3호선      | 340 교대(법원·검찰청) 오금 방면 |
| 서울 지하철 7호선          |                          |                                 |
| 733 반포 장암 방면         | ● 서울 지하철 7호선      | 735 내방 석남(거북시장) 방면    |
| 서울 지하철 9호선          |                          |                                 |
| 920 동작(현충원) 개화 방면 | ● 서울 지하철 9호선 급행 | 925 신논현 중앙보훈병원 방면    |
| 922 신반포 개화 방면       | ● 서울 지하철 9호선 일반 | 924 사평 중앙보훈병원 방면      |